# 黄道伟
黄道伟（1957年10月—），男，汉族，广西博白人，中华人民共和国政治人物。广西民族学院（现广西民族大学）政治系政治专业毕业，中共中央党校政治理论专业在职研究生学历。

## 生平
1976年11月加入中国共产党。1982年2月参加工作，历任中共广西博白县委常委、副书记、副县长；玉林地区乡镇企业局局长；博白县委书记；玉林地委书记助理；梧州地委副书记、行署专员；贺州地委副书记、行署专员，地委书记，市委书记；钦州市委书记，市人大常委会主任等职。2006年11月，任中共广西壮族自治区党委常委。2008年2月，兼任统战部部长。2011年12月，改兼自治区常务副主席。2012年2月因工作变动不再担任全国政协委员。2015年4月，改兼宣传部部长，创造了省级政府常务副职转任党委宣传部长的中国大陆政坛先例。2016年11月，不再担任中共广西壮族自治区党委常委、宣传部部长。2017年1月，被补选为政协第十一届广西壮族自治区委员会副主席。